# Titularbistum Teglata in Proconsulari
Teglata in Proconsulari (ital.: Teglata di Proconsolare) ist ein Titularbistum der römisch-katholischen Kirche.
Es geht zurück auf einen untergegangenen Bischofssitz in der gleichnamigen antiken Stadt, die in der römischen Provinz Africa proconsularis (heute nördliches Tunesien) lag. Der Bischofssitz war der Kirchenprovinz Karthago zugeordnet.
| Titularbischöfe von Teglata in Proconsulari |                              |                                      |                   |               |
| Nr.                                         | Name                         | Amt                                  | von               | bis           |
| 1                                           | José Ramiro Pellecer Samayoa | Weihbischof in Guatemala (Guatemala) | 28. November 1967 | 14. März 2022 |